# Medvedia
Medvedia (1570 m) – szczyt we wschodniej części Niżnych Tatr na Słowacji. Wznosi się w północno-wschodnim grzbiecie szczytu Veľká Vápenica. Grzbiet ten poprzez szczyty Medvedia i Temná (1116 m) opada do miejsca o nazwie Ipoltica, záver doliny. Południowowschodnie stoki szczytu Medvedia opadają do doliny potoku Vápenica. W kierunku północnym od Medvedii odchodzi krótki grzbiet oddzielający dwie doliny Medvedia dolina i Horárska dolina. 
Zbocza są porośnięte lasem, ale grzbiet łączący szczyty Medvedia i Veľká Vápenica, oraz duża część stoków opadających do doliny potoku Vápenica są trawiaste. Są to pozostałości dawnej hali pasterskiej. Cały masyw szczytu znajduje się w obrębie Parku Narodowego Niżne Tatry i nie prowadzą nim żadne szlaki turystyczne.